# Velîki Budkî, Romnî
Velîki Budkî (în ucraineană Великі Будки) este un sat în comuna Basivka din raionul Romnî, regiunea Sumî, Ucraina.

## Demografie
Componența lingvistică a localității Velîki Budkî
     Ucraineană (99,38%)
     Alte limbi (0,62%)
Conform recensământului din 2001, majoritatea populației localității Velîki Budkî era vorbitoare de ucraineană (99,38%), existând în minoritate și vorbitori de alte limbi.